# دفش
قرية دفش هي إحدى القرى التابعة لمركز سمالوط بمحافظة المنيا في جمهورية مصر العربية. حسب إحصاءات سنة 2006، بلغ إجمالي السكان في دفش 12186 نسمة، منهم 6230 رجلا و5956 امرأة.